# Вартислав IX
Вартислав IX (между 1395 и 1400 — 17 апреля 1457) — герцог Вольгастский (1405—1451) и всей Западной Померании (Вольгаст, Барт и Рюген) (1451—1457).

## Биография
Представитель династии Грифичей. Старший сын Барнима VI (ок. 1365/1372 — 1405), герцога Вольгастского (1394—1405), и Вероники Гогенцоллерн, вероятно, дочери бургграфа Фридриха V Нюрнбергского (1333—1398) и Елизаветы Мейсенской (1329—1375).
В 1405 году после смерти отца Барнима VI Вартислав IX вместе с младшим братом Барнимом VII унаследовали Вольгастское герцогство. Однако из-за малолетства братьев Вартислава и Барнима герцогством управлял их дядя Вартислав VIII до своей смерти в 1415 году.
После смерти своего дяди Вартислава VIII Вартислав IX и Агнесса Саксен-Лауэнбургская (вдова дяди Вартислава VIII) с 1415 по 1425 год являлись регентами во владении их сыновей: Барнима VIII и Святобора II. В 1417 году на Констанцском соборе Вартислав IX получил Вольгастское герцогство в ленное владение от германского императора Сигизмунда Люксембургского.
В 1421 году под давлением крупных городов герцогства Вартислав подписал в Штральзунде документ, устанавливавший суд для лиц, совершавших грабежи и нарушавших городскую торговлю.
6 декабря 1425 года при разделе Вольгастского герцогства Вартислав IX вместе с младшим братом Барнимом VII Старшим получили земли с городами Вольгаст, Грайфсвальд, Деммин и Гюцков. После смерти младшего брата Барнима VII и кузенов — Барнима VIII и Святобора II в 1451 году Вартислав присоединил к своим владениям уделы Вольгаст, Барт и Рюген.
В конце своей жизни герцог Вартислав IX принял участие в создании Грайфсвальдского университета, основанного 29 мая 1456 года по булле папы римского Каликста III. Померанские герцоги помогали университету, создав специально для этой цели фонд имени Святого Николая.
Скончался из-за духоты в день Пасхи, 17 апреля 1457 года, в Вольгасте или охотничьем замке в Дарсине. Место его захоронения неизвестно. По информации Иоганна Бугенхагена похороны Вартислава состоялись в Вольгасте в городской церкви Святых Петра и Павла.

## Семья и дети
Вартислав IX был женат на Софии Саксен-Лауэнбургской (ум. 1462), дочери Эрика IV Саксен-Лауэнбургского (1354—1411/1412) и Софии Брауншвейг-Люнебургской (1358—1416). Супруги имели трёх-четырех детей:
- Эльжбета (Елизавета) (?) (ок. 1420 — 7 апреля 1473), аббатиса цистерцианского аббатства в Круммине и Бергене-на-Рюгене
- Эрик II (1418/1425 — 5 июля 1474), герцог Вольгастский, Слупский и Щецинский
- Вартислав X (ок. 1435 — 17 декабря 1478), герцог Бартский, Рюгенский и Вольгастский
- Христофор (?) (ум. ок. 1450), умер в молодости